# La Roche-sur-Grane
La Roche-sur-Grane ist eine französische Gemeinde mit 190 Einwohnern (Stand: 1. Januar 2022) im Département Drôme in der Region Auvergne-Rhône-Alpes. Die Bewohner werden Rochois und  Rochoises genannt.
Die Gemeinde gehört zum Arrondissement Die und zum Kanton Crest. Sie grenzt an Marsanne (Berührungspunkt), Grane, Chabrillan, Autichamp, La Répara-Auriples und Roynac.
Die Gemeindegemarkung wird vom Flüsschen Grenette und von der Schnellfahrstrecke LGV Méditerranée durchquert.

## Bevölkerungsentwicklung
| Jahr                       | 1962 | 1968 | 1975 | 1982 | 1990 | 1999 | 2008 | 2019 |
| Einwohner                  | 119  | 105  | 113  | 118  | 137  | 121  | 155  | 164  |
| Quellen: Cassini und INSEE |      |      |      |      |      |      |      |      |

## Sehenswürdigkeiten
- Kirche Saint-Jacques-et-Saint-Christophe
- Ruine der Kapelle in Saint-Bonnet

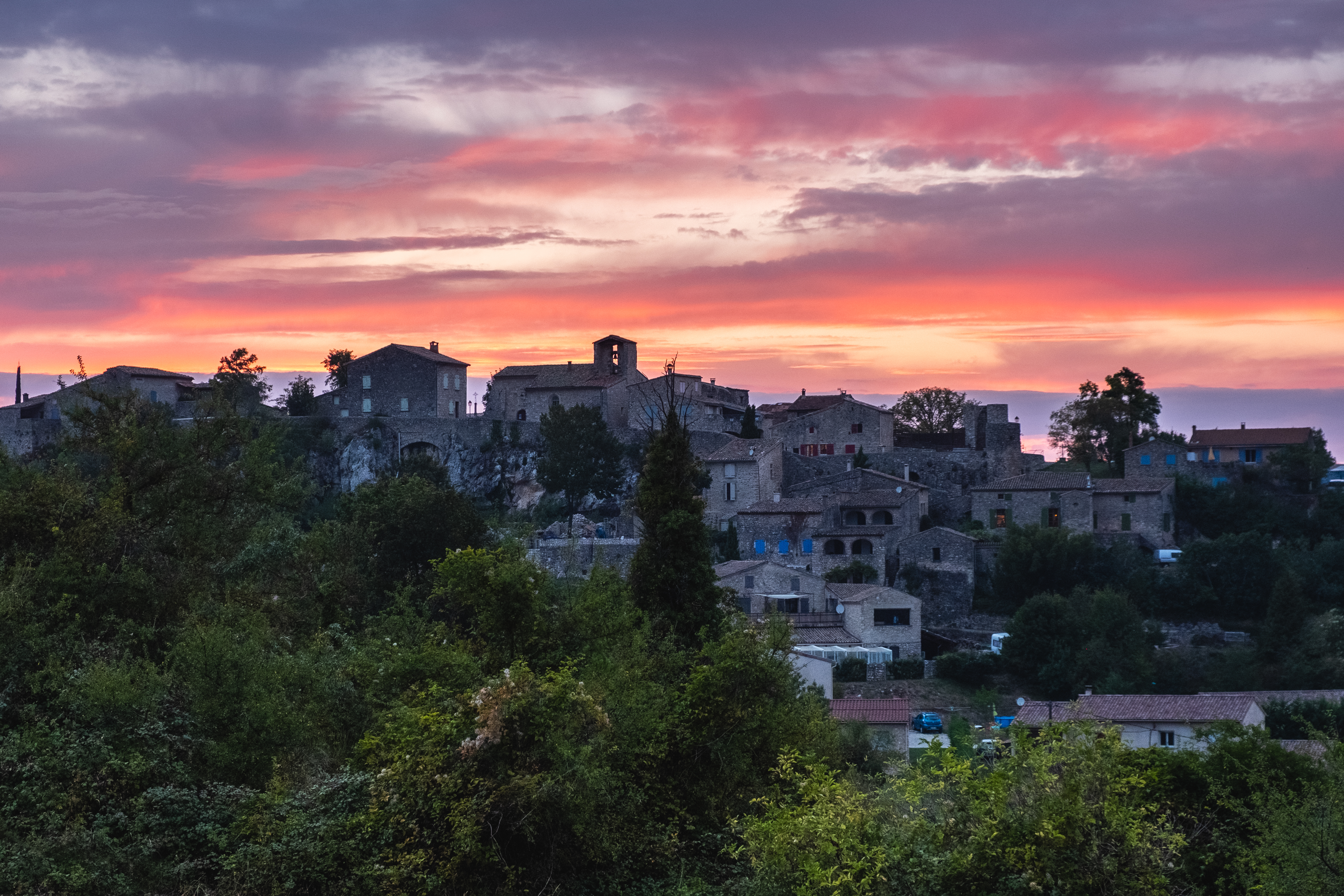
Blick auf La-Roche-sur-Grane
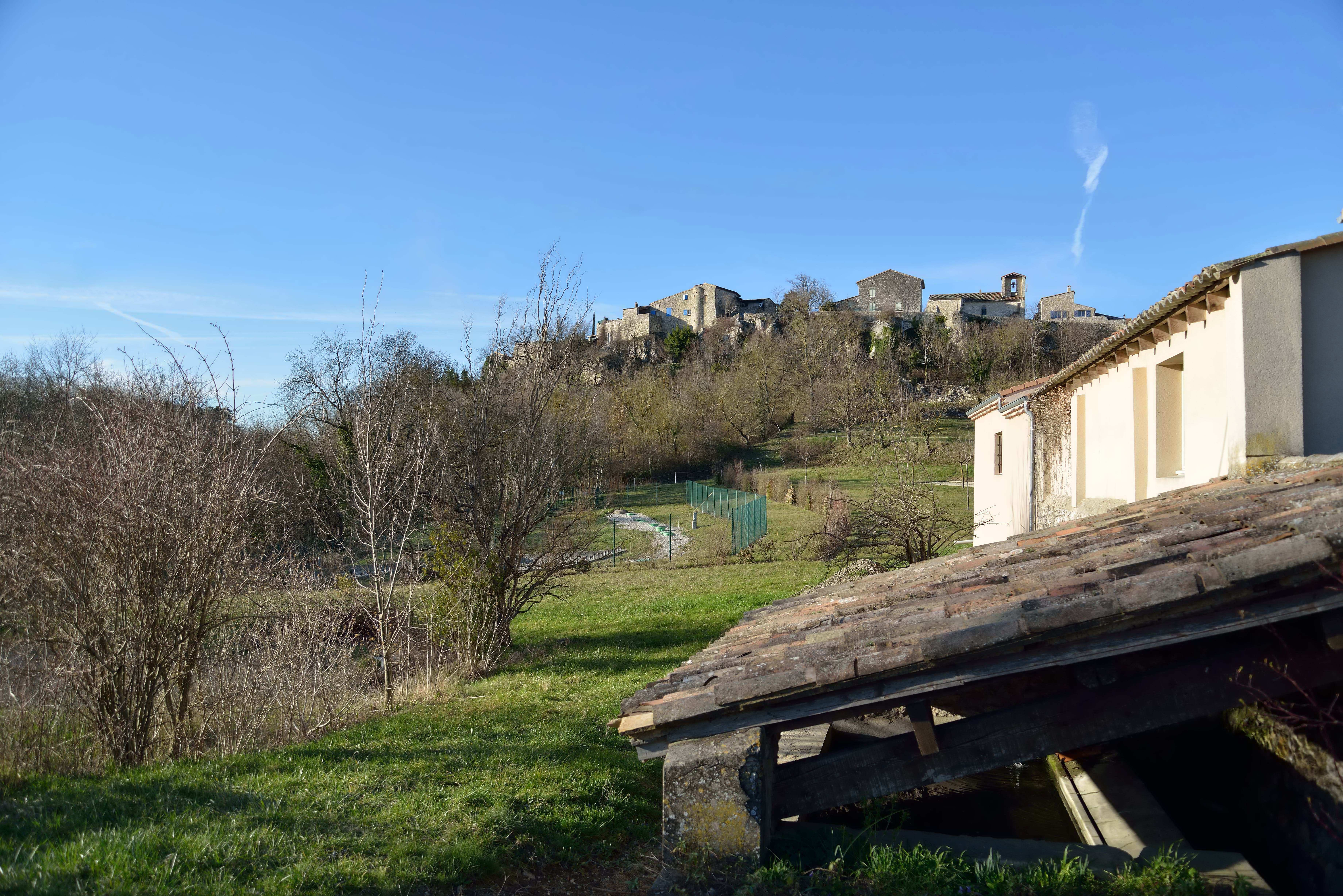
Blick auf La Roche-sur-Grane
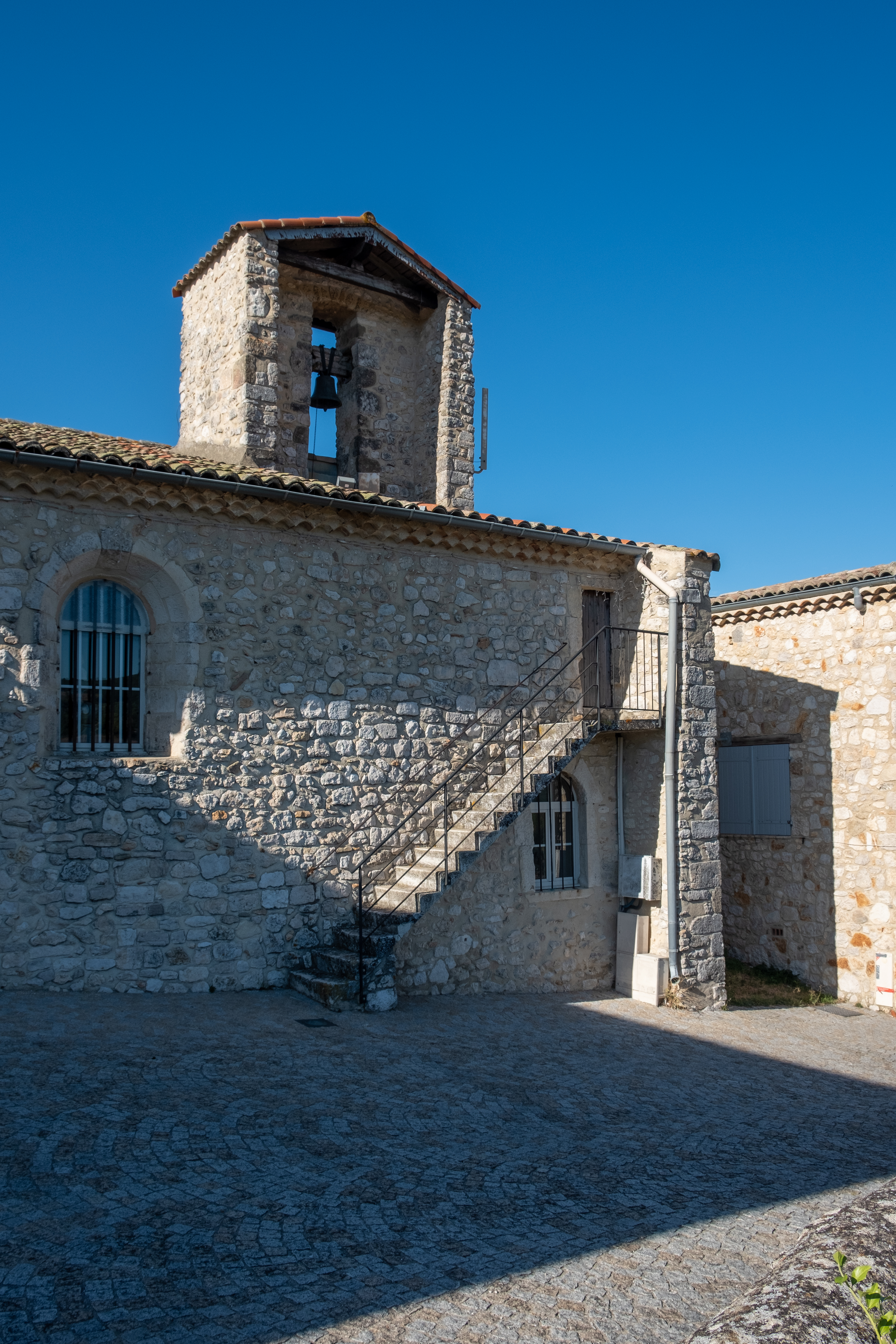
Der Kirchturm der Kirche von La-Roche-sur-Grane